# سیارک ۷۸۴۷
سیارک ۷۸۴۷ (به انگلیسی: 7847 Mattiaorsi، نامگذاری:1996CS8) هفت هزار و هشتصد و چهل و هفتمین سیارک کشف شده‌است که در ۱۴ فوریه ۱۹۹۶ کشف شد.
قدر مطلق سیارک برابر ۱۳٫۳۰ است.